# В её глазах (роман)
«В её глазах» (англ. Behind Her Eyes) — роман британской писательницы Сары Пинборо, впервые опубликованный в 2017 году. Позже был экранизирован в формате мини-сериала.

## Сюжет и оценки
Главная героиня романа — мать-одиночка Луиза Барнсли, которая начинает отношения со своим новым начальником Дэвидом Мартином, но при этом втягивается в дружбу с его женой Адель.
Роман Сары Пинборо был опубликован в 2017 году, и критики встретили его благожелательно. Обозреватель The Guardian очень высоко оценил книгу, охарактеризовав её как «фантастически жуткое» чтение. Нилан Сингх из журнала Free Press похвалил «В её глазах» за прекрасно закрученный сюжет. В 2021 году на экраны вышел снятый по роману одноимённый мини-сериал Стива Лайтфута. Главные роли в нём сыграли Симона Браун (Луиза), Ив Хьюсон (Адель) и Том Бейтман (Дэвид).